# Genealogia episcopal
La genealogia episcopal és la disciplina historiogràfica en si a l'Església que s'ocupa de reconstruir i dictar l'origen, la descendència i el vincle entre consagrador i consagrat, en el sagrament de la ordenació episcopal.
Aquesta disciplina es basa en la doctrina teològica cristiana de la successió apostòlica, que afirma la transmissió d'autoritat i poders dels apòstols als successors, els bisbes, a través del ritu de la consagració. Quan un bisbe consagra un altre bisbe, entre els dos s'estableix una lligam jeràrquic anàleg a aquell entre pare i fill.

## Línies episcopals

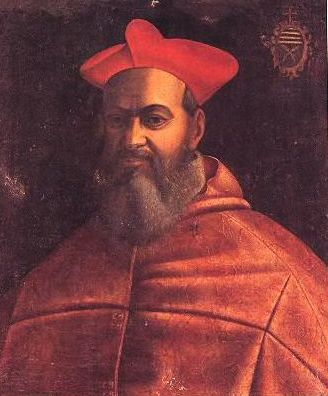
Retrat del cardenal Scipione Rebiba (1504 - 1577).

Amb el terme genealogia episcopal hi ha una tendència a indicar també la llista completa dels consagradors amb la data relativa d'ordenació. (indicada sovint entre parèntesis després del nom), o l'arbre genealògic que mostra les relacions entre consagrador i seu consagrat: per cada bisbe de la llista, el precedent és el seu consagrador mentre el successiu és el seu consagrat, així fi al darrer prelat de la llista. Així, aquest arbre genealògic permet lliurar la línia de consagradors juntament amb els poders i les autoritats apostòliques. Per bé que durant el ritu de l'ordenació d'ordenació els consecrants són tres, el que apareix a la línia genealògica és el principal consagrador i no els dos coconsagradors.
| « | Si es disposés de tots els documents històrics, podríem reconstruir la genealogia episcopal de cada bisbe. Això és possible durant un període determinat, fins que trobem els documents rellevants als nostres arxius. I així, com a bisbe bisbe, podríem remuntar-nos al llarg dels segles, fins que retrobéssim els orígens de l'Església. | » |
| — Cardenal Angelo Sodano, Homilia el dia de l'ordenació episcopal de mossèn Dominique Mamberti, 3 de juliol de 2002 | |   |

La genealogia episcopal té arrels ja a l'alta edat mitjana, quan es va indicar als predecessors genealògics d'un bisbe que subratllessin la successió apostòlica i el vincle afectiu espiritual. Tota la genealogia episcopal hauria de remuntar-se als apòstols i al segle i, però les fonts arxivístiques només permeten remuntar-se fins al segle xv. Després del Concili de Trento (1545-1563),i gràcies a la creació de registres de parròquies, la documentació es va fer molt més precisa.

### Línies genealògiques de l'Església llatina
Les línies genealògiques conegudes dins de l'Església llatina i de les quals es coneixen alguns prelats vius són quatre (enumerades per ordre cronològic en relació amb l'any de consagració del progenitor):
- Línia d'Estouteville, 1440. Anteriorment era coneguda com la línia de la Rovere, ja que era possible remuntar-la al papa Sixt IV, (Francesco della Rovere). Tanmateix, es va descobrir que el papa Sixt IV va ser consagrat pel cardenal Guillaume d'Estouteville, un cardenal francès. Una cinquantena de bisbes vius pertanyen a aquesta línia, entre ells l'Arquebisbe de Tours Bernard-Nicolas Aubertin.

El desembre de 2016, els prelats pertanyents a aquesta línia eren una vintena, quan es va descobrir que Juan de la Fuente Yepes, bisbe de Nueva Segovia a les Filipines, fou consagrat en realitat el 1755 i no per l'arquebisbe de Manila, pertanyent a la línia Rebiba, com es creia en virtut d'un document de 1753, sinó pel bisbe Manuel de Matos, bisbe de Nueva Cáceres, pertanyent a la línia d'Estouteville. Aquest descobriment va suposar el desplaçament d'una branca d'uns vint-i-set prelats vius de la línia Rebiba a la línia d'Estouteville.
El gener del 2017, la línia Ravizza també es va sumar a la línia d'Estouteville, que abans era considerada una línia autònoma i que tenia com a progenitor al bisbe Francesco Ravizza, titular de Sidó i nunci apostòlic a Portugal, i fins i tot abans, el cardenal Veríssimo. de Lencastre, fins que es va descobrir el consagrador principal, el cardenal Neri Corsini, pertanyia a la línia d'Estouteville. D'aquesta manera safegeixen a aquesta línia altres quatre bisbes vius: l'arquebisbe Paul Zingtung Grawng i els bisbes Jean-Baptiste Kpiéle Somé, Raphaël Kusiélé Dabiré i Paul Eusebius Mea Kaiuea.
- Línia Rebiba, 1541. Comença amb Scipione Rebiba, cardenal creat pel papa Pau IV. El primer nomenament episcopal va ser el de bisbe auxiliar de Chieti i titular d'Amicles, per tant es creu que també va rebre la consagració episcopal per la imposició de mans del mateix papa Pau IV, quan encara era el cardenal Gian Pietro Carafa, arquebisbe de Chieti. Tanmateix, l'absència de certa documentació no permet afirmar la seva relació genealògica amb certesa, per la qual cosa no és possible anar més enllà de la llista genealògica.[6] En el moment actual del coneixement històric, el cardenal Rebiba és l'avantpassat comú de quatre mil bisbes i arquebisbes vius, inclosos el papa Benet XVI i el papa Francesc.[7]

A la línia Rebiba també s'ha sumat una branca, anomenada línia polonesa o també línia d'Uchański, a la qual pertany el papa Pius XI, que es considerava autònoma i que incloïa l'arquebisbe Jakub Uchański i l'arquebisbe Stanisław Karnkowski entre els dos primers fundadors. fins que aquests dos primers anells genealògics han estat substituïts pel descobriment del veritable consagrador de l'arquebisbe Wawrzyniec Gembicki, és a dir el bisbe progenitor Claudio Rangoni, descendent de la gran línia Rebiba.
- Línia von Bodman, 1686. El bisbe Johannes Wolfgang von Bodman, bisbe auxiliar de Costanza i bisbe titular de Dardània, és l'avantpassat d'aquesta branca que avui compta amb una desena de prelats vius, entre els quals hi ha el bisbe Hubertus Leteng.

- Línia de Bovet, 1789. Monsenyor François de Bovet, arquebisbe de Tolosa, és també el progenitor d'una línia amb nou prelats vius actualment, inclòs el cardenal Anthony Soter Fernandez.

#### Línies extingides
Existeixen a més diverses línies geneològiques extingides, de qui és a dir no existeixen més afiliats vius. Algunes línies extingides a qui pertanyien també alguns summes pontifexs són enumerades a continuació:
- Línia Corrario, del nom secular de Gregori XII, a la qual pertanyia el Eugeni IV.
- Línia Condulmer, a la qual probablement pertanyia Nicolau V.
- Línia Tavera, a la qual pertanyia Lleó XI.
- Línia Veltri, a la qual pertanyia Juli III.
- Línia Appelkern, a la qual pertanyia Adrià VI.
- Línia Serbelloni, 1557. A aquesta línia, iniciada amb el cardenal Giovanni Antonio Serbelloni, pertanyien també San Carlo Borromeo i Gregori XIV.
- Línia Lauro, a la qual pertanyia Sixt V.
- Línia Archinto, iniciada amb el cardenal Filippo Archinto, hi pertanyia Pius IV.
- Línia Verallo, iniciada amb el cardenal Girolamo Verallo, hi pertanyia Urbà VII.
- Línia de Simone, hi pertanyien Marcel II i Pau IV.
- Línia Boncompagni, del nom secular de Gregori XIII.
- Línia Facchinetti de Nuce, del nom secular d'Innocenci IX.
- Línia Macchiavelli, iniciada amb el cardenal Francesco Maria Machiavelli, hi pertanyia Innocenci XI.